# Задача про відновлення намиста
Задача про відновлення намиста — це задача цікавої математики, розв'язана на початку XXI століття.

## Формулювання
Задача передбачає відновлення намиста з {\displaystyle n} намистин, кожна з яких чорна або біла, за частковою інформацією. Інформація вказує, скільки разів містить намисто кожне можливе розташування {\displaystyle k} чорних намистин. Наприклад, для {\displaystyle k=2}, зазначена інформація дає кількість пар чорних намистин, які розділені {\displaystyle i} позиціями, для {\displaystyle i=0,\dots \lfloor n/2-1\rfloor }. Це можна формалізувати, визначивши {\displaystyle k}-конфігурацію як намисто з {\displaystyle k} чорних намистин і {\displaystyle n-k} білих намистин та підрахувавши кількість способів обертання {\displaystyle k}-конфігурації так, щоб кожна її чорна намистина збігалася з однією з чорних намистин даного намиста.
В задачі про відновлення намиста запитується: якщо дано {\displaystyle n}, і кількості копій кожної {\displaystyle k}-конфігурації відомі до певного порогу {\displaystyle k\leq K}, наскільки великий поріг {\displaystyle K} потрібно, щоб ця інформація повністю визначила намисто, яке вона описує? Еквівалентно, якщо інформація про {\displaystyle k}-конфігурації надається поетапно, де {\displaystyle k}-й етап надає кількість копій кожної {\displaystyle k}-конфігурації, скільки етапів потрібно (в гіршому випадку) для того, щоб відновити точне розташування чорних і білих намистин в намисті?

## Верхні межі
Алон, Каро, Красіков і Родітті показали, що {\displaystyle 1+\log _{2}(n)} кроків достатньо, якщо використовувати дотепно покращений принцип включень-виключень.
Редкліфф і Скотт показали, що у випадку простого n 3 кроків достатньо, а для довільного n досить 9-кратного числа простих множників числа n.
Пібоді показав, що для будь-якого n достатньо 6, а в наступній статті, що для непарного n достатньо 4. Він припустив, що 4 також достатньо навіть для n більше 10, але це залишається недоведеним.